# Adrien Bart
Adrien Bart (Orléans, 4 settembre 1991) è un canoista francese, specializzato nella velocità.

## Biografia
Ha rappresentato la Francia ai Giochi olimpici estivi di Rio de Janeiro 2016, nella gara del C1 1000 metri dove è stato eliminato in semifinale.
Ai campionati mondiali di Seghedino 2019 ha vinto la medaglia di bronzo nel C1 1000 m.

## Palmarès
- Mondiali

Seghedino 2019: bronzo nel C1 1000 m;